# Чжаодун
Чжаоду́н (кит. упр. 肇东, пиньинь Zhàodōng) — городской уезд городского округа Суйхуа провинции Хэйлунцзян (КНР). Название территории означает, что она была к востоку от округа Чжаочжоу империи Цзинь.

## История
Исторически здесь кочевали монголы-горлосы тылового знамени. В 1914 году был образован уезд Чжаодун (肇东县).
В 1931 году Маньчжурия была оккупирована японскими войсками, а в 1932 году было образовано марионеточное государство Маньчжоу-го. 1 декабря 1934 года в Маньчжоу-го была создана провинция Биньцзян, в состав которой вошли эти земли.
В 1945 году Маньчжурия была освобождена Советской армией, и уезд Чжаодун оказался в составе провинции Нэньцзян. В июле 1946 года к нему был присоединён уезд Лэань (乐安县). В 1947 году провинции Хэйлунцзян и Нэньцзян были объединены в «Объединённую провинцию Хэйлунцзян и Нэньцзян» (сокращённо — провинцию Хэйнэнь), однако вскоре разделены вновь. В 1949 году провинция Нэньцзян была присоединена к провинции Хэйлунцзян.
В августе 1958 года уезд Чжаодун был передан под юрисдикцию Харбина. 12 мая 1960 года уезд Чжаодун был передан в Специальный район Сунхуацзян (松花江专区). В 1965 году Специальный район Сунхуацзян был переименован в Специальный район Суйхуа. Во время Культурной революции правительство Специального района Суйхуа в 1967 году было расформировано, а вместо него образован Революционный комитет; сам специальный район в это время трансформировался в Округ Суйхуа (绥化地区). В 1978 году Революционный комитет был преобразован в правительство округа.
8 сентября 1986 года уезд Чжаодун был преобразован в городской уезд. В 1999 году решением Госсовета КНР округ Суйхуа был преобразован в городской округ Суйхуа.

## Административное деление
Городской уезд Чжаодун делится на 4 уличных комитета (в городе Чжаодун), 11 посёлков и 10 волостей.
| №  | Название | Название (кит.) | Статус          | Население чел. (2010) | На карте                         |
| -- | -------- | --------------- | --------------- | --------------------- | -------------------------------- |
| 1  | Чаоян    | 朝阳区办事处    | уличный комитет | 97461                 | 46°04′15″ с. ш. 125°59′12″ в. д. |
| 2  | Сиюань   | 西园区办事处    | уличный комитет | 84294                 | 46°04′15″ с. ш. 125°59′12″ в. д. |
| 3  | Учжань   | 五站镇          | поселок         | 57742                 | 45°51′13″ с. ш. 126°15′47″ в. д. |
| 4  | Чжэнъян  | 正阳区办事处    | уличный комитет | 47483                 | 46°04′15″ с. ш. 125°59′12″ в. д. |
| 5  | Дуншэн   | 东升区办事处    | уличный комитет | 42049                 | 46°04′15″ с. ш. 125°59′12″ в. д. |
| 6  | Лимин    | 黎明镇          | поселок         | 38625                 | 45°51′40″ с. ш. 126°04′06″ в. д. |
| 7  | Лаочжоу  | 涝洲镇          | поселок         | 38004                 | 45°43′03″ с. ш. 126°02′08″ в. д. |
| 8  | Шанцзя   | 尚家镇          | поселок         | 37706                 | 46°07′32″ с. ш. 125°52′06″ в. д. |
| 9  | Чану     | 昌五镇          | поселок         | 36121                 | 46°00′33″ с. ш. 125°35′34″ в. д. |
| 10 | Чжаодун  | 肇东镇          | поселок         | 35270                 | 46°04′15″ с. ш. 125°59′12″ в. д. |
| 11 | Сунчжань | 宋站镇          | поселок         | 34547                 | 46°13′13″ с. ш. 125°37′41″ в. д. |
| 12 | Улимин   | 五里明镇        | поселок         | 31879                 | 45°48′52″ с. ш. 125°55′06″ в. д. |
| 13 | Дэчан    | 德昌乡          | волость         | 29962                 | 45°50′33″ с. ш. 125°45′19″ в. д. |
| 14 | Сычжань  | 四站镇          | поселок         | 27734                 | 45°42′25″ с. ш. 125°52′52″ в. д. |
| 15 | Хунхэ    | 洪河乡          | волость         | 27405                 | 45°58′46″ с. ш. 125°28′37″ в. д. |
| 16 | Аньминь  | 安民乡          | волость         | 26908                 | 46°10′39″ с. ш. 125°28′44″ в. д. |
| 17 | Хайчэн   | 海城乡          | волость         | 25336                 | 46°06′50″ с. ш. 126°03′14″ в. д. |
| 18 | Лимудянь | 里木店镇        | поселок         | 24845                 | 45°57′59″ с. ш. 126°12′29″ в. д. |
| 19 | Цзянцзя  | 姜家镇          | поселок         | 23674                 | 46°00′29″ с. ш. 126°05′23″ в. д. |
| 20 | Минцзю   | 明久乡          | волость         | 23353                 | 46°06′44″ с. ш. 125°31′27″ в. д. |
| 21 | Сибали   | 西八里乡        | волость         | 23208                 | 45°39′41″ с. ш. 125°49′32″ в. д. |
| 22 | Сюаньхуа | 宣化乡          | волость         | 22097                 | 46°16′11″ с. ш. 125°39′53″ в. д. |
| 23 | Юэцзинь  | 跃进乡          | волость         | 22044                 | 45°56′41″ с. ш. 125°32′03″ в. д. |
| 24 | Сянъян   | 向阳乡          | волость         | 21731                 | 46°01′14″ с. ш. 125°44′25″ в. д. |
| 25 | Тайпин   | 太平乡          | волость         | 21368                 | 45°55′02″ с. ш. 125°55′50″ в. д. |

## Соседние административные единицы
Городской уезд Чжаодун на северо-западе граничит с городским уездом Аньда, на северо-востоке — с уездом Ланьси, на юго-востоке — с городом субпровинциального значения Харбин, на юго-западе — с городским округом Дацин, на юге — с провинцией Гирин.